# AEG (Marke)

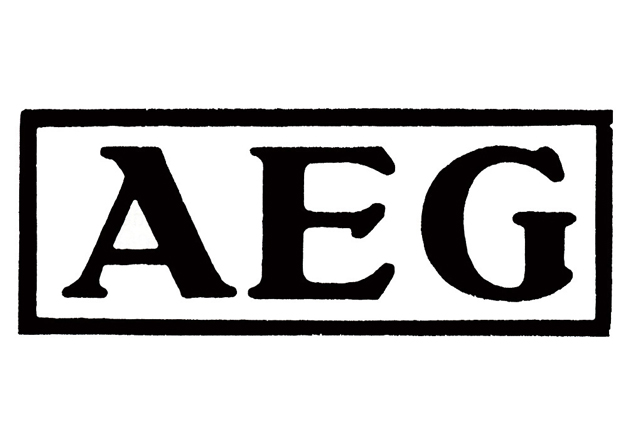
Markenlogo von 1912

Markenlogo in der Version von 2016 nach dem Relaunch

AEG ist eine Marke des schwedischen Konzerns Electrolux AB. Sie geht zurück auf dem im Jahr 1996 aufgelösten Elektrokonzern AEG.

## Geschichte

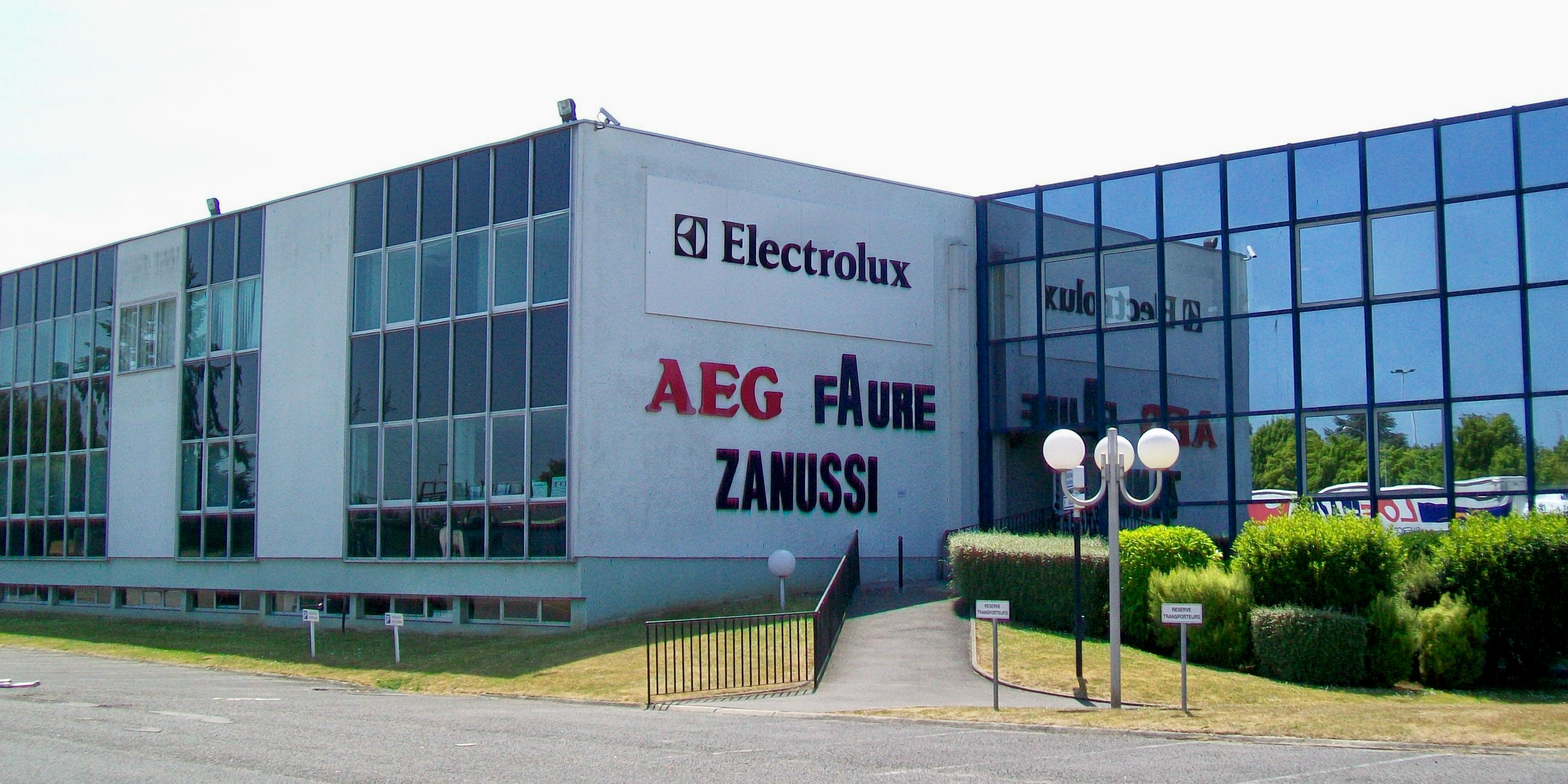
Gebäude von Electrolux in Senlis (Oise), Frankreich, mit den Markenlogos

1985 übernahm die Daimler-Benz AG das Unternehmen AEG. 1996 fusionierte die Daimler-Benz AG mit dem Unternehmen AEG und löste dieses auf.
Mit der Löschung der Firma AEG im Jahr 1996 lizenzierte die Daimler-Benz AG die Marke AEG an Electrolux und andere Unternehmen, die Unternehmensteile erworben hatten.
Im Jahr 2004 kaufte Electrolux die globalen Rechte an der Marke AEG für diverse Produktgruppen von der EHG Elektroholding GmbH.
Seitdem vergibt Electrolux über seinen Geschäftsbereich Electrolux Global Brand Licensing Lizenzen an weitere Unternehmen. Heute bieten verschiedene Unternehmen Elektrogeräte unter dem Markennamen an. Stiebel Eltron nutzt die Marke unter der Lizenz von Electrolux zum Beispiel für Haustechnik-Geräte.
Seit dem Erwerb der Marke bietet Electrolux selbst Haushaltsgeräte unter der Marke AEG an. Hierbei wurde ab 2004 das Electrolux-Logo unter einem Halbkreis dem AEG-Logo beigefügt.
Im Jahr 2008 zog Electrolux den eigenen Markennamen aus dem deutschen Markt zurück.
2010 reduzierte Electrolux die Präsenz der Marke Electrolux für Haushaltsgeräte auf die Bildmarke, dem vor dem AEG-Logoschriftzug befindlichen, vom Schweizer Grafiker Carlo Vivarelli gestalteten stilisierten E.
2011 hat Electrolux eine Markenlizenz für LED-Leuchtmittel an Elec Tech International aus Hongkong vergeben.
Ein weiterer Nutzer der Marke ist (seit mindestens 2012) z. B. Clatronic unter seiner Tochtergesellschaft Elektro-technische Vertriebsgesellschaft mbH für Unterhaltungselektronik und „Health Care“.
2016 änderte Electrolux das AEG-Logo. Die von Peter Behrens 1912 geschaffene Schriftmarke in Antiqua mit Serifen wurde in eine serifen-lose Schrift geändert. Die Electrolux-Bildmarke wurde entfernt. Der direkte Bezug zum Markeneigentümer im Logo wurde damit aufgelöst.

## Produktion
Hausgeräte für die Marke AEG werden u. a. von der Electrolux Rothenburg GmbH Factory & Development (ehemals AEG Hausgeräte GmbH) in Rothenburg ob der Tauber produziert. Der Vertrieb läuft über die Deutschlandzentrale von Electrolux in Nürnberg.

## Geräte (Auswahl)
Mittlerweile bieten unterschiedliche Hersteller unter der Marke AEG Elektroartikel fast jeder Kategorie an, unter anderem:
- Autoradios
- Festnetz- und Mobil-Telefone
- Haartrockner unter der Marke AEG Foehn
- Haushaltsgeräte (Backöfen und Herde, Kühlschränke, Spülmaschinen, Waschmaschinen, Trockner, Staubsauger und Klimageräte) von Electrolux Hausgeräte GmbH, Nürnberg[10][11]
- Haustechnik-Geräte
- Ladegeräte
- LED-Leuchtmittel
- Motoren, Akkumulatoren und Elektronikkomponenten für E-Bikes
- Musikanlagen
- Nähmaschinen